# Grant Wood
Grant Wood (født 13. februar 1891 i Anamosa, Iowa, død 12. februar 1942) var en amerikansk maler.
Woods stil var påvirket af studierejser i Europa i 1920'erne, af flamsk og tysk 1400- og 1500-talsmaleri og af den modernistiske bevægelse Neue Sachlichkeit ("ny saglighed"). Den tekniske præcision som kendetegner hans arbejde var også præget af amerikansk folkekunst. Hans mest kendte malerier er American Gothic (1930) og Revolutionens døtre (1932), begge med et stærkt islæt af satire.

## Billedgalleri
- The Midnight Ride of Paul Revere, 1931, Museum of Modern Art
- Daughters of Revolution, 1932, Cincinnati Art Museum
- Parson Weems' Fable, 1939, Amon Carter Museum
- Sentimental Ballad, 1940, New Britain Museum
- January, 1940–41, Cleveland Museum of Art